# Brusturi (Neamț)
Brusturi è un comune della Romania di 3 819 abitanti, ubicato nel distretto di Neamț, nella regione storica della Moldavia. 
Il comune è formato dall'unione di 4 villaggi: Brusturi, Groși, Poiana, Târzia.
Nel 2004 si sono staccati dal comune di Brusturi i villaggi di Drăgănești, Orțăști, Râșca e Șoimărești, andati a formare il comune di Drăgănești.